# Endingen am Kaiserstuhl
Endingen am Kaiserstuhl är en stad i Landkreis Emmendingen i regionen Südlicher Oberrhein i Regierungsbezirk Freiburg i förbundslandet Baden-Württemberg i Tyskland.
Staden ingår i kommunalförbundet Nördlicher Kaiserstuhl tillsammans med kommunerna Bahlingen am Kaiserstuhl, Forchheim, Riegel am Kaiserstuhl, Sasbach am Kaiserstuhl och Wyhl am Kaiserstuhl.